# Parnamirim
Parnamirim este un oraș în Pernambuco (PE), Brazilia.